# Premio al mejor Baloncestista Masculino del Año de la The Summit League
El Premio al mejor Baloncestista Masculino del Año de la The Summit League (en inglés, The Summit League Men's Basketball Player of the Year) es un galardón que otorga la The Summit League (conocida como Mid-Continent Conference hasta el 1 de junio de 2007) al jugador de baloncesto masculino más destacado del año. El premio fue entregado por primera vez en la temporada 1982–83. Dos jugadores, Caleb Green de Oral Roberts y Mike Daum de South Dakota State, han ganado el premio tres veces (respectivamente, 2005-07 y 2017-19). Otros cuatro jugadores lo han ganado dos veces: Jon Collins de Eastern Illinois, Tony Bennett de Wisconsin–Green Bay, Bryce Drew de Valparaíso y Max Abmas de Oral Roberts.
Oral Roberts y South Dakota State son las universidades con más premiados, con siete. De los miembros actuales de la conferencia, North Dakota y South Dakota no tienen ganadores del premio.

## Ganadores

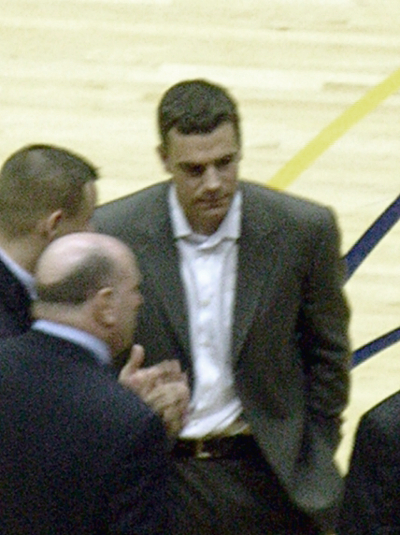
Tony Bennett ganó el premio en 1991 y 1992 con Wisconsin–Green Bay.

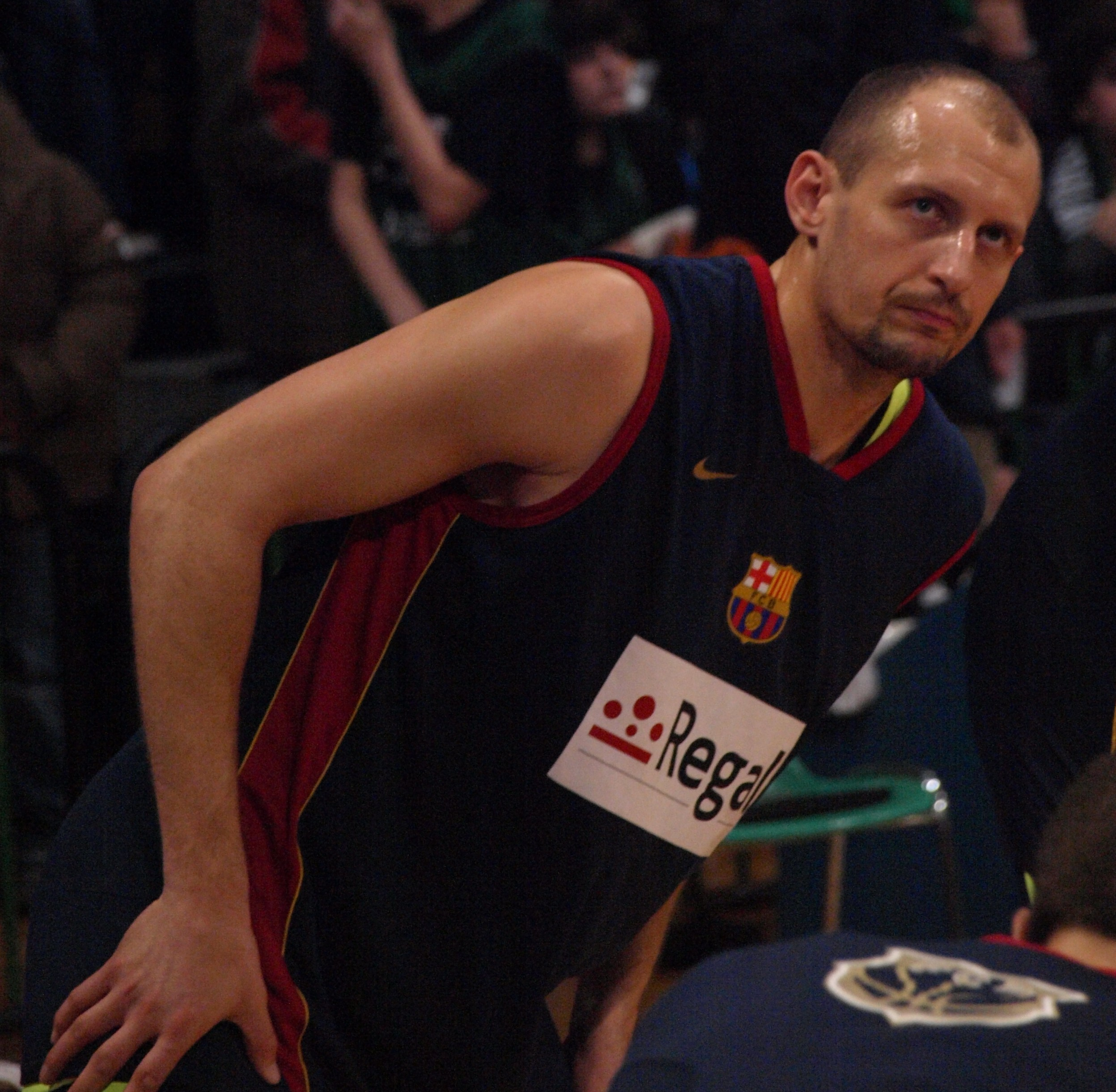
Luboš Bartoň ganó en 2002 con Valparaíso.

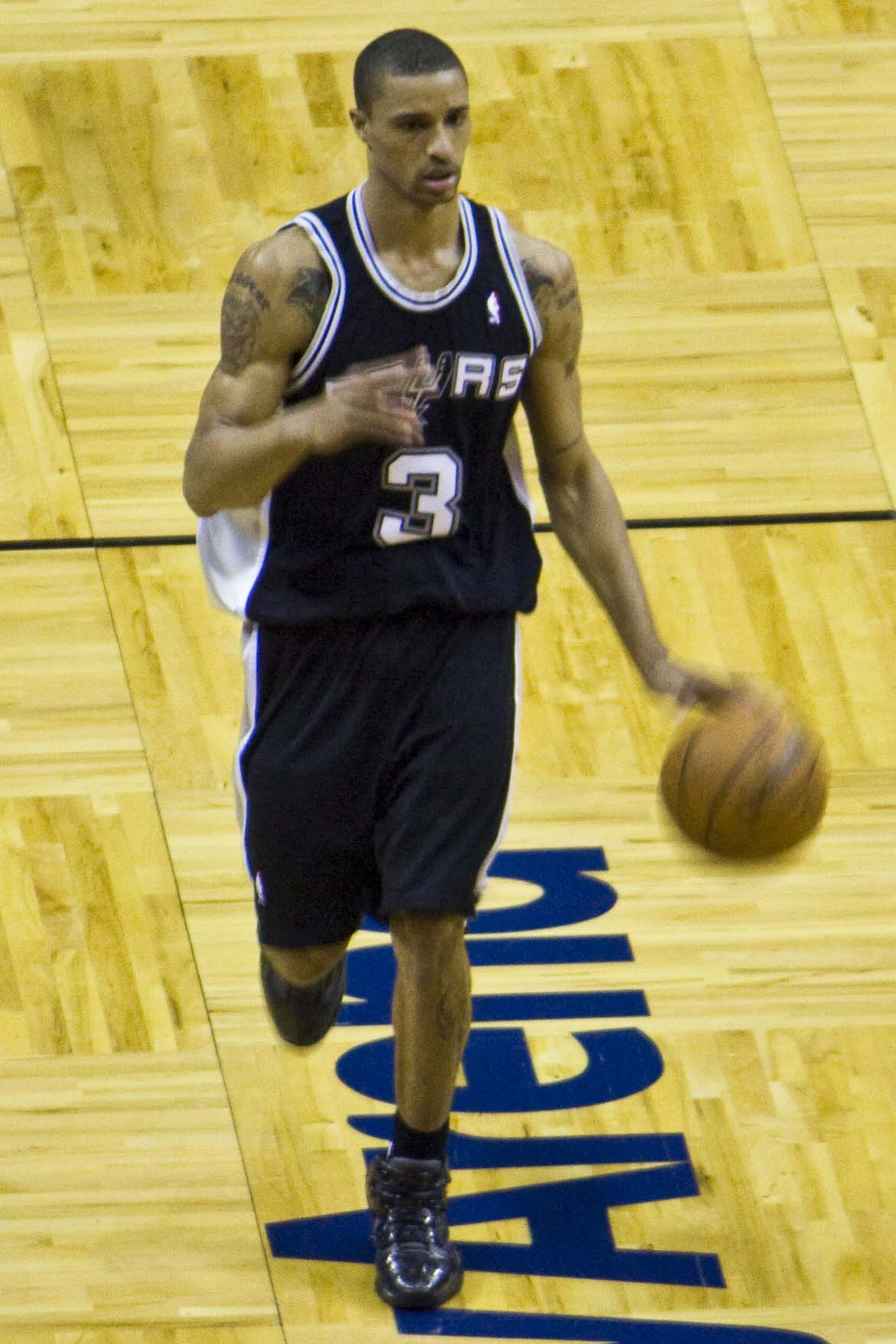
George Hill ganó en 2008 con IUPUI.

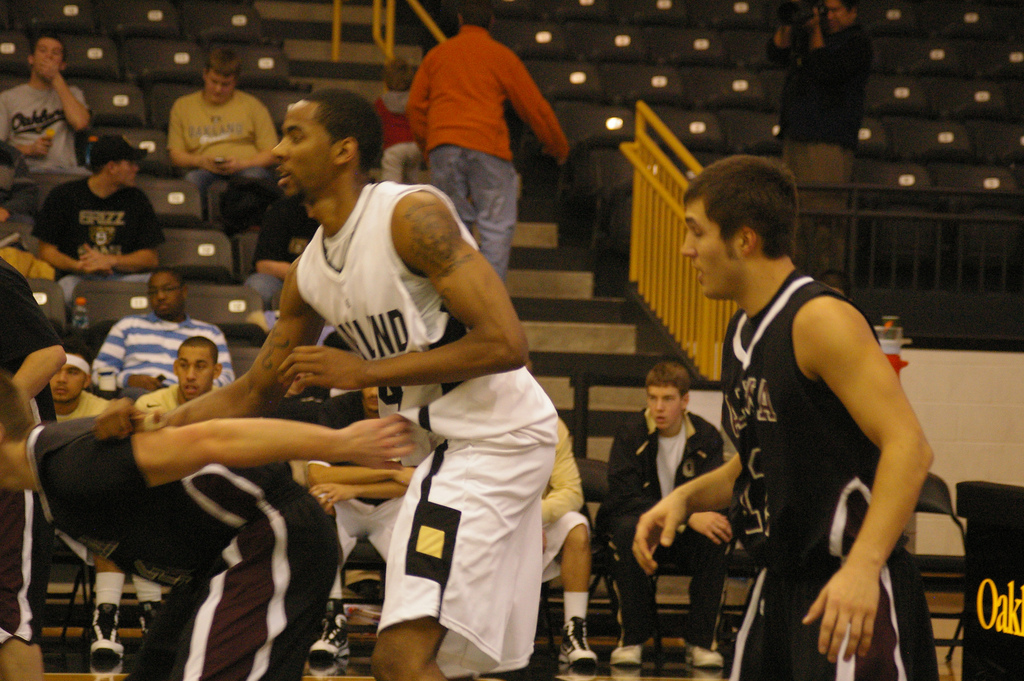
Keith Benson ganó el premio en 2010 y 2011 con Oakland.

| †           | Co-Jugadores del Año                                                                                                |
| *           | Ganador del premio al mejor universitario del año: el Naismith College Player of the Year o el John R. Wooden Award |
| Jugador (X) | Denota el número de veces que ha conseguido el galardón                                                             |

| Temporada | Jugador            | Universidad         | Posición        | Curso     |
| --------- | ------------------ | ------------------- | --------------- | --------- |
| 1982–83   | Joe Dykstra        | Western Illinois    | Alero           | Senior    |
| 1983–84   | Craig Lathan       | Illinois–Chicago    | Base            | Junior    |
| 1984–85   | Jon Collins        | Eastern Illinois    | Alero           | Junior    |
| 1985–86   | Jon Collins (2)    | Eastern Illinois    | Alero           | Senior    |
| 1986–87   | Winston Garland    | Missouri State      | Base            | Senior    |
| 1987–88   | Ken McFadden       | Cleveland State     | Base/Escolta    | Junior    |
| 1988–89   | Jay Taylor         | Eastern Illinois    | Escolta         | Senior    |
| 1989–90   | Lee Campbell       | Missouri State      | Alero           | Senior    |
| 1990–91   | Tony Bennett       | Wisconsin–Green Bay | Base            | Junior    |
| 1991–92   | Tony Bennett (2)   | Wisconsin–Green Bay | Base            | Senior    |
| 1992–93   | Bill Edwards       | Wright State        | Alero           | Senior    |
| 1993–94   | Kenny Williams     | Illinois–Chicago    | Base            | Senior    |
| 1994–95   | David Redmon       | Valparaíso          | Base/Escolta    | Senior    |
| 1995–96   | Anthony Allison    | Valparaíso          | Alero           | Senior    |
| 1996–97   | Bryce Drew         | Valparaíso          | Base            | Junior    |
| 1997–98   | Bryce Drew (2)     | Valparaíso          | Base            | Senior    |
| 1998–99   | Chad Wilkerson     | Oral Roberts        | Alero/Ala-Pívot | Junior    |
| 1999–00   | Michael Jackson    | UMKC                | Pívot           | Sophomore |
| 2000–01   | Jeff Monaco        | Southern Utah       | Base            | Senior    |
| 2001–02   | Luboš Bartoň       | Valparaíso          | Ala-Pívot       | Senior    |
| 2002–03   | Mike Helms         | Oakland             | Base/Escolta    | Junior    |
| 2003–04   | Odell Bradley      | IUPUI               | Alero / Escolta | Sophomore |
| 2004–05   | Caleb Green        | Oral Roberts        | Ala-Pívot       | Sophomore |
| 2005–06   | Caleb Green (2)    | Oral Roberts        | Ala-Pívot       | Junior    |
| 2006–07   | Caleb Green (3)    | Oral Roberts        | Ala-Pívot       | Senior    |
| 2007–08   | George Hill        | IUPUI               | Base/Escolta    | Junior    |
| 2008–09   | Ben Woodside       | North Dakota State  | Base            | Senior    |
| 2009–10   | Keith Benson       | Oakland             | Pívot           | Junior    |
| 2010–11   | Keith Benson (2)   | Oakland             | Pívot           | Senior    |
| 2011–12   | Dominique Morrison | Oral Roberts        | Alero           | Senior    |
| 2012–13   | Nate Wolters       | South Dakota State  | Base            | Senior    |
| 2013–14   | Taylor Braun       | North Dakota State  | Base            | Senior    |
| 2014–15   | Lawrence Alexander | North Dakota State  | Escolta         | Senior    |
| 2015–16   | Max Landis         | IPFW                | Escolta         | Senior    |
| 2016–17   | Mike Daum          | South Dakota State  | Ala-Pívot       | Sophomore |
| 2017–18   | Mike Daum (2)      | South Dakota State  | Ala-Pívot       | Junior    |
| 2018–19   | Mike Daum (3)      | South Dakota State  | Ala-Pívot       | Senior    |
| 2019–20   | Douglas Wilson     | South Dakota State  | Alero           | Junior    |
| 2020–21   | Max Abmas          | Oral Roberts        | Base/Escolta    | Sophomore |
| 2021–22   | Baylor Scheierman  | South Dakota State  | Escolta         | Junior    |
| 2022–23   | Max Abmas (2)      | Oral Roberts        | Base/Escolta    | Senior    |
| 2023–24   | Zeke Mayo          | South Dakota State  | SG              | Junior    |
| 2024–25   | Marquel Sutton     | Omaha               | SF              | Senior    |

## Ganadores por universidad
| Universidad (en Summit desde) | Premios | Años                                     |
| ----------------------------- | ------- | ---------------------------------------- |
| Oral Roberts (1997, 2014)     | 7       | 1999, 2005, 2006, 2007, 2012, 2021, 2023 |
| South Dakota State (2007)     | 7       | 2013, 2017, 2018, 2019, 2020, 2022, 2024 |
| Valparaíso (1982)             | 5       | 1995, 1996, 1997, 1998, 2002             |
| Eastern Illinois (1982)       | 3       | 1985, 1986, 1989                         |
| North Dakota State (2007)     | 3       | 2009, 2014, 2015                         |
| Oakland (1998)                | 3       | 2003, 2010, 2011                         |
| Illinois–Chicago (1982)       | 2       | 1984, 1994                               |
| IUPUI (1998)                  | 2       | 2004, 2008                               |
| Missouri State (1982)         | 2       | 1987, 1990                               |
| Wisconsin–Green Bay (1982)    | 2       | 1991, 1992                               |
| Cleveland State (1982)        | 2       | 1987, 1990                               |
| Kansas City (1994, 2020)      | 1       | 2000                                     |
| Purdue Fort Wayne (2007)      | 1       | 2016                                     |
| Southern Utah (1997)          | 1       | 2001                                     |
| Western Illinois (1982)       | 1       | 1983                                     |
| Wright State (1991)           | 1       | 1993                                     |
| Omaha (2012)                  | 1       | 2025                                     |
| Centenary (2003)              | 0       | —                                        |
| North Dakota (2018)           | 0       | —                                        |
| St. Thomas (2021)             | 0       | —                                        |
| South Dakota (2011)           | 0       | —                                        |